# Lynchage des vétérans afro-américains après la Première Guerre mondiale
À leur retour de la Première Guerre mondiale, les vétérans Afro-Américains sont victimes d'une forte discrimination. Cet article se concentre sur les vétérans afro-américains qui ont été lynchés après la Première Guerre mondiale. 

## Contexte

### Première Guerre mondiale
La Première Guerre mondiale se termine par la signature de l'Armistice de 1918. Bien que les combats aient cessé, le potentiel de reprise de la guerre existe toujours et la paix n'est atteinte que lorsque les représentants de la République de Weimar signent le traité de Versailles, le 28 juin 1919, exactement cinq ans après l'assassinat de l'archiduc François-Ferdinand. Les États-Unis sont entrés en guerre après que celle-ci ait fait rage pendant des années. Lorsqu'ils envoient des hommes sur les fronts européens, les forces armées américaines restent séparées, avec des unités entièrement composées d'hommes noirs, d'autres entièrement constituées d'hommes blancs.
Malgré la ségrégation, de nombreux Afro-Américains se portent volontaires pour participer à l'effort de guerre des Alliés. Au moment de l'armistice avec l'Empire allemand et l'Autriche-Hongrie, plus de 350 000 Afro-Américains ont rejoint l'armée pour servir dans les Forces expéditionnaires américaines (AEF) sur le front de l'Ouest.

### Réactions au retour des vétérans
Le 16 août 1917, le sénateur James K. Vardaman (en), du Mississippi, parle de sa peur du retour des vétérans noirs dans le Sud, car il estime que cela « mènerait inévitablement au désastre ».
Pour le Sud américain, l'utilisation de soldats noirs, dans l'armée, est une menace, pas une vertu. « Impressionnez le nègre par le fait qu'il défend le drapeau, gonflez son âme non instruite d'airs militaires, apprenez-lui qu'il est de son devoir de maintenir l'emblème de la Nation qui flotte triomphalement dans les airs », et, avertit le sénateur, « ce n'est qu'un petit pas vers la conclusion que ses droits politiques doivent être respectés ».

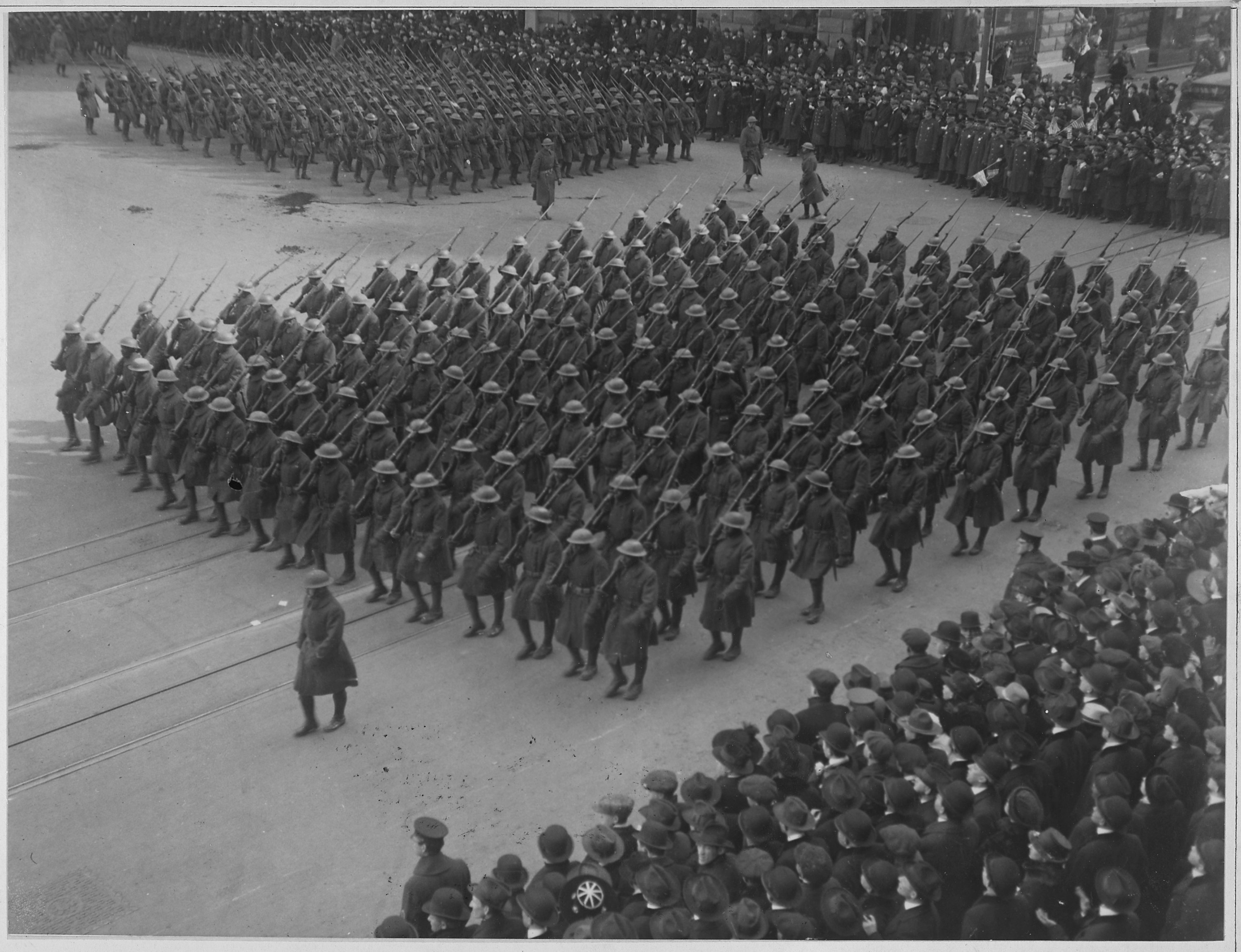
Les Hell Fighters du colonel Hayward en parade. La célèbre 369ème Infanterie de chasseurs [afro-américains] défilant à New York en l'honneur de leur retour au pays.

Dans les années qui suivent la guerre, de nombreux soldats noirs sont menacés de violence s'ils sont pris en train de porter leur uniforme, et beaucoup d'autres sont même agressés physiquement. Le 5 avril 1919, jour de marché à Sylvester, en Géorgie, un vétéran noir, Daniel Mack, marche dans une rue très fréquentée et frôle un homme blanc.
L'homme blanc se sent offensé que Mack n'ait pas fait preuve du respect nécessaire et les deux hommes se battent. La police arrive sur les lieux et arrête rapidement Mack pour agression. Il est condamné à 30 jours de prison. Quelques jours après sa condamnation, le 14 avril, une foule blanche s'introduit dans la prison, l’emmène dans le désert et lynche Mack. Il survit en faisant le mort. Aucune arrestation n'a jamais été effectuée.
Souvent, des violences éclatent entre les militaires en service. Lors des émeutes de Bisbee (en) (3 juillet 1919) et celles de New London (en) (fin mai-début juin 1919), les militaires afro-américains actifs sont attaqués par des bandes de Blancs ou des unités militaires blanches.
Le 21 juillet 1919, une émeute raciale (en) éclate à Norfolk (Virginie), lors d'une célébration de retour au pays des vétérans afro-américains de la Première Guerre mondiale. Au moins deux personnes sont tuées et six personnes sont blessées par balle. Les autorités municipales doivent faire appel aux Marines et au personnel de la Marine pour rétablir l'ordre.
Elisha Harper (en), 25 ans, est le fils du révérend T. F. Harper, un « prédicateur bien élevé » et respectable vivant à Helena. Il a combattu dans l'armée pendant la Première Guerre mondiale et vient de rentrer d'Europe. Le 24 juillet 1919, alors qu'il se promène dans les rues de Newberry, en Caroline du Sud, il est accusé d'avoir insulté une jeune fille, de 14 ans, qui le dénonce rapidement aux autorités. Harper est arrêté et jeté en prison. Bientôt, une foule blanche se rassemble et aurait lynché Harper si le shérif local ne l'avait pas caché.

## Lynchages des vétérans afro-américains
| Nom                             | Ville                 | Comté ou paroisse      | État             | Date              | Accusation                                                                                              | Lynchage | Référence |
| ------------------------------- | --------------------- | ---------------------- | ---------------- | ----------------- | --- | --- | --------- |
| Inconnu                         | Pine Bluff            | Jefferson              | Arkansas         |                   | Insulte d'une femme blanche - Refus de quitter un trottoir pour une femme blanche                       | Attaché à un arbre avec des pneus usés et environ 50 tirs d'arme à feu                                                               | [ 8 ]     |
| Charles Lewis                   | Poste de police Tyler |                        | Kentucky         | 16 décembre 1918  | Vol allégué                                                                                             | Des hommes masqués prennent d'assaut la prison, brisent les serrures avec un marteau de forgeron et pendent la victime à un arbre    | ,         |
| Vétéran noir et une femme noire | Pickens               | Comté de Holmes        | Mississippi      | 5 mai 1919        | Insulte d'une femme blanche - une femme noire a écrit une "note inappropriée" à une jeune femme blanche | | [ 8 ]     |
| Robert Truett                   | Louise                | Comté de Humphreys     | Mississippi      | 15 juillet 1919   | Insulte d'une femme blanche - prétendue proposition indécente à une femme blanche                       | Pendaison de Robert Truett, un ancien combattant de 18 ans                                                                           | ,         |
| Clinton Briggs                  | Lincoln               | Washington             | Arkansas         | 3 août 1919       | Insulte d'une femme blanche, s'est écarté trop lentement du chemin de la femme blanche                  | Enchaîné à un arbre, tirs par arme à feu jusqu'à ce que mort s'ensuive                                                               | ,         |
| L. B. Reed                      | Clarksdale            | Coahoma                | Mississippi      | 10 septembre 1919 | Suspecté d'avoir une relation avec une femme blanche                                                    | Pendu au pont qui traverse la rivière Sunflower (en)                                                                                 | ,         |
| Robert Crosky (en)              | Montgomery            | Montgomery             | Alabama          | 29 septembre 1919 | Agression présumée d'une femme blanche                                                                  | Abattu par une foule | [ 13 ]    |
| Miles Phifer (en)               | Montgomery            | Montgomery             | Alabama          | 29 septembre 1919 | Agression présumée d'une femme blanche                                                                  | Abattu par une foule | [ 13 ]    |
| Frank Livingston                | El Dorado             | Union                  | Arkansas         | 21 mai 1919       | Meurtre allégué                                                                                         | Une centaine de personnes se réunissent pour brûler vif Franck Livingston                                                            | ,         |
| Bud Johnson                     | Pace                  | Santa Rosa             | Floride          | 12 mars 1919      | Agression présumée d'une femme blanche                                                                  | Enchaîné à un pieu, brûlé vif, son crâne a été fendu avec une hachette et des morceaux donnés aux spectateurs en guise de souvenirs. | ,         |
| Lucius McCarty                  | Bogalusa              | Paroisse de Washington | Louisiane        | 31 août 1919      | Tentative présumée d'agression d'une femme blanche                                                      | La foule traîne son corps derrière une voiture, le tuant avant de brûler son cadavre dans un feu de joie.                            | ,         |
| Powell Green                    |                       | Franklin               | Caroline du Nord | 27 décembre 1919  | Accusé d'avoir tiré sur R. M. Brown, le propriétaire blanc d'un cinéma à Franklinton                    | Corde nouée autour du cou, traîné derrière une voiture, puis pendu à un arbre.                                                       | ,         |

## Conséquences
Ces lynchages font partie de plusieurs incidents de troubles civils qui sont maintenant connus sous le nom de l'Été rouge américain. Les attaques contre les communautés noires et l'oppression des blancs se sont étendues à plus de trois douzaines de villes et de comtés. Dans la plupart des cas, les foules blanches ont attaqué les quartiers afro-américains. Dans certains cas, des groupes de la communauté noire ont résisté aux attaques, en particulier à Chicago et à Washington. La plupart des décès sont survenus dans des zones rurales, lors d'événements, comme le massacre d'Elaine, en Arkansas, où l'on estime que 100 à 240 noirs et 5 blancs ont été tués. Les autres événements majeurs de l'été rouge ont été l'émeute raciale de Chicago et celle de Washington D.C., qui ont fait respectivement 38 et 39 morts. Ces deux émeutes ont fait de nombreux autres blessés et causé des dégâts matériels considérables, atteignant des millions de dollars.

### Articles
- (en) Gerry J. Gilmore, « African-Americans Continue Tradition of Distinguished Service », United States Army,‎ 2 février 2007 (lire en ligne, consulté le 12 juin 2020). .
- (en) « For Action on Race Riot Peril », The New York Times,‎ 5 octobre 1919 (ISSN 1553-8095, OCLC 1645522, lire en ligne [PDF], consulté le 15 juin 2020). .
- (en) « Lynching in America: Targeting Black Veterans », Equal Justice Initiative,‎ 2019 (lire en ligne [PDF], consulté le 12 juin 2020). .
- (en) « Soldier in Uniform is Beaten in Georgia Town », The Chicago Defender,‎ 10 mai 1919 (ISSN 0745-7014). .
- (en) Henry S. Hartzog, « Newberry Negro Sought by Crowd », The Bamberg Herald,‎ 31 juillet 1919, p. 1-8 (ISSN 2379-4984, OCLC 13608693, lire en ligne, consulté le 12 juin 2020). .
- (en) E.H. Aull, « Negro ex-soldier insults little white girl », The Herald and News,‎ 29 juillet 1919, p. 1-8 (ISSN 2333-2786, OCLC 13640295, lire en ligne, consulté le 12 juin 2020). .
- (en) James Clark, « The Tragic And Ignored History Of Black Veterans », Task & Purpose,‎ 9 décembre 2016 (lire en ligne, consulté le 12 juin 2020). .
- (en) Nancy S. Griffith, « Clinton Briggs (Lynching of) », Encyclopedia of Arkansas History & Culture,‎ 21 février 2018 (lire en ligne, consulté le 12 juin 2020). .
- (en) Bryan Stevenson, « An Unspoken History of Lynching African-American Veterans », Milwaukee Independent,‎ 10 novembre 2017 (lire en ligne, consulté le 24 juin 2020). .
- (en) « Three Negroes Are Lynched in Montgomery », The Gadsden Daily Times-News,‎ 1919 (OCLC 12760995, lire en ligne, consulté le 12 juin 2020). .

- (en) Gilbert D. Raine, « Will offer $400 each for lynchers of Negro », The News Scimitar,‎ 29 décembre 1919, p. 1-16 (ISSN 2473-3199, OCLC 39898320, lire en ligne, consulté le 24 juin 2020). .

### Source de la traduction
- (en) Cet article est partiellement ou en totalité issu de l’article de Wikipédia en anglais intitulé « African-American veterans lynched after World War I » (voir la liste des auteurs).